# Organisation administrative
 (avril 2024).

## Détails
L'organisation administrative est la manière dont les administrations publiques traitent :
- l'organisation de l’État en : régions, départements, territoire, autonomie, provinces, cantons, États, mais aussi les communes et les quartiers.

- l'organisation de leurs dossiers qu'ils reçoivent des citoyens[2] : sécurité sociale, demande de permis (conduire, construire, entrepreneur), autres…

La manière dont les administrations s'organisent et organisent la société est très différente selon le pays. Alors qu’en France on trouve des régions et des départements, on trouve des États et des autonomies en Amérique. Parfois, les différences s'apportent même au sein d'un État, dans certaines régions, départements ou encore communes par exemple.